# Tipula tesuque
Tipula tesuque är en tvåvingeart som beskrevs av Teale 1985. Tipula tesuque ingår i släktet Tipula och familjen storharkrankar. Inga underarter finns listade i Catalogue of Life.